# Великопольское княжество
Великопольское княжество (пол. Księstwo Wielkopolskie) — средневековое княжество в историческом регионе Великая Польша.

## История
Согласно завещанию Болеслава Кривоустого 1138 года, страна была разделена на пять частей, а центральная часть должна была образовать особый удел, который бы передавался старшему князю из рода Пястов. Мешко III получил западную часть будущего региона «Великая Польша»; его резиденцией стала Познань.
В 1173 году умер старший брат Мешко III — Болеслав IV Кудрявый, и Мешко унаследовал Сеньориальный удел в соответствии с закреплённым в завещании Болеслава Кривоустого принципом лествичного права. Однако вскоре против него выступили малопольские магнаты во главе с его младшим братом Казимиром II; на их сторону встал и его собственный сын Одон. В 1179 году Казимиру удалось изгнать Мешко из Познани и усадить там князем Одона; Мешко бежал в Поморье, где правил Богуслав I, женатый на его дочери Анастасии. При помощи зятя Мешко в 1181 году не только вернул себе свои земли, но и захватил Гнезно и Калиш, ранее входившие в Сеньориальный удел. В 1182 году произошло первое разделение Великопольского княжества: Мешко III стал править в Калишском, Гнезнеском и большей части Познанского княжества. Одон сохранил за собой лишь часть Познанского княжества южнее реки Обра.
Несмотря на то, что Мешко не смог вновь заполучить великокняжеский титул, он смог расширить свои владения на восток, захватив Куявию и отдав её своему сыну Болеславу. В 1195 году Болеслав скончался, и куявские земли были вновь присоединены к великопольским землям, но в 1199 году Мешко пришлось их отдать сыну Казимира II Конраду Мазовецкому.
В 1191 году Мешко вновь овладел Краковом, и отдал Малую Польшу своему сыну Мешко Младшему, но Казимир вскоре вернул Краков, и Мешко Младший был вынужден бежать к отцу, который передал ему Калишское княжество. После того, как Мешко Младший скончался в 1193 году, Мешко Старший помирился с Одоном и отдал Калишское княжество ему. В следующем году скончался и Одон, и все великопольские земли вновь собрались под властью Мешко III; после этого он отдал бывшие земли Одона к югу от Обры своему единственному оставшемуся сыну Владиславу Тонконогому.
В 1194 году Мешко III остался единственным выжившим из своих братьев, однако Лешек Белый — сын Казимира II — не желал передавать ему великокняжеский титул. После смерти Мешко в 1202 году на великокняжеский титул стал претендовать Владислав Тонконогий. В связи с вовлечённостью Владислава в Поморские дела он совершает в 1202 году два связанных с ними поступка. Во-первых, он встречается с датским королём Вальдемаром II, пытаясь урегулировать существующие разногласия и разграничить сферы влияния. Во-вторых, он неожиданно предлагает вроцлавскому князю Генриху Бородатому Калиш в обмен на Любушскую землю, владение которой облегчало проведение активной политики на балтийском побережье. Однако в 1209 году Владислав проиграл битву под Любушем, и Любушскую землю забрал у него лужицкий маркграф Конрад II.

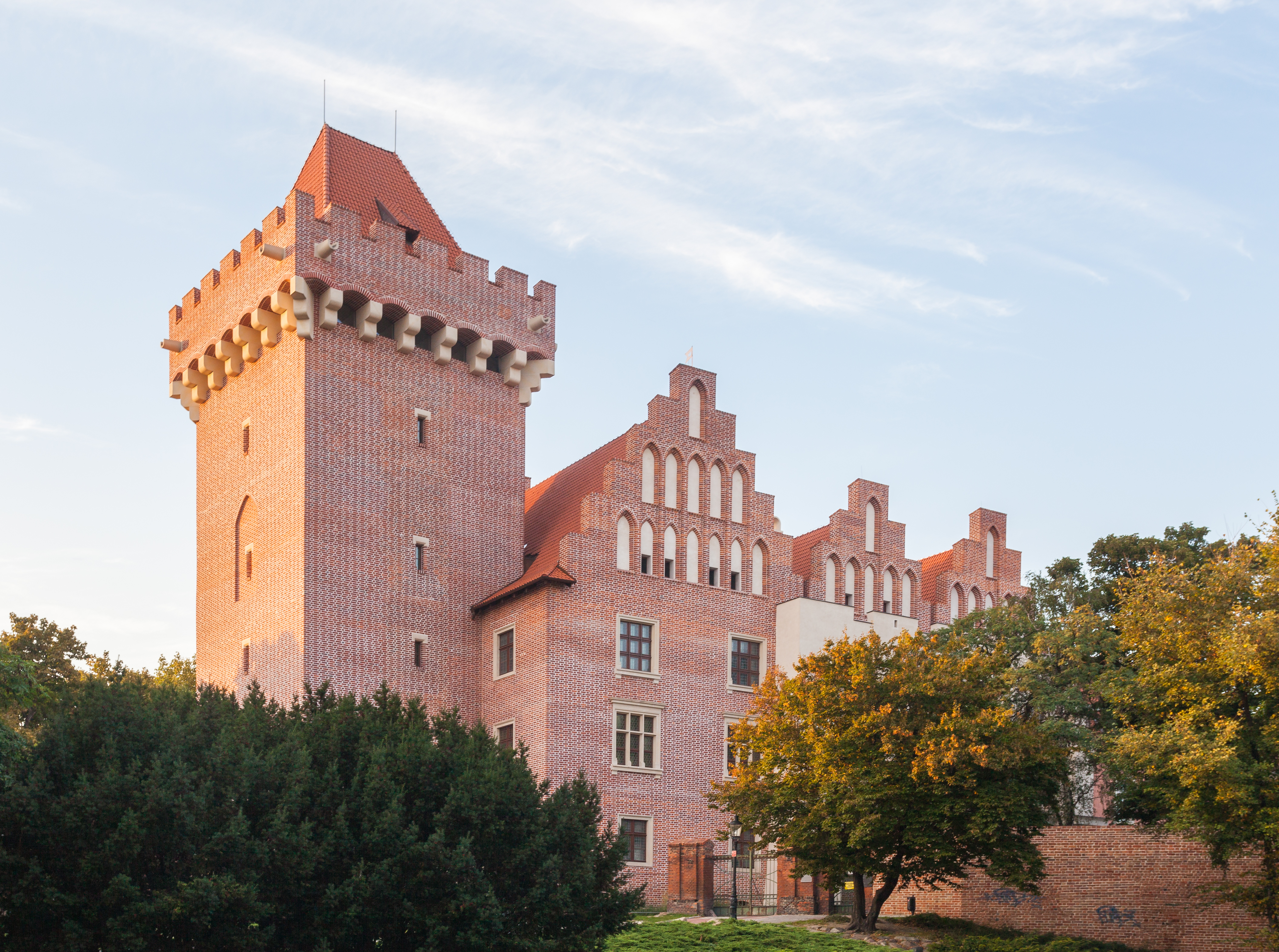
Восстановленный королевский замок в Познани

Однако проблема была в том, что Калиш входил в наследство, владельцем которого был малолетний Владислав Одонич, а Владислав Тонконогий состоял при нём лишь опекуном. В 1206 году Владислав Одонич при поддержке архиепископа гнезненского Генриха Кетлича поднял восстание, но оно было быстро подавлено Владиславом Тонконогим, и бунтовщикам пришлось бежать к Генриху Бородатому. Отлучение, наложенное на Владислава Тонконогого Генрихом Кетличем, помогло мало, так как на стороне Владислава выступил познанский епископ Арнольд II. Реакция Генриха Бородатого, однако, удивила всех: он не только принял изгнанников, но и выделил Владиславу Одоничу в правление Калиш (с условием вернуть его Генриху после того, как он получит обратно остальное своё наследство). Тем временем Генрих Кетлич поехал с жалобой в Рим, и папа Иннокентий III повелел остальным польским князьям способствовать архиепископу гнезненскому в возвращении его кафедры. Генрих Бородатый выступил посредником, и в 1208 году собрал князей и епископов в Глогуве, чтобы уладить имеющиеся противоречия. Однако примирить удалось только Владислава Тонконогого с Генрихом Кетличем: архиепископ возвращался в Гнезно в обмен на снятие анафемы. Конфликт между дядей и племянником продолжался.
В 1210 году Владислав Тонконогий поддержал требования Мешко Плясоногого по восстановлению в силе «Статута Болеслава Кривоустого», в соответствии с которым старшей в Польше являлась силезская ветвь династии. Однако Владислав являлся самым старшим из Пястов после Мешко, и в случае неизбежной смерти последнего становился наследником титула великого князя. Старшинство силезских князей было подтверждено и папской буллой. Князья и епископы собрались в Божикове, чтобы разобраться в сложившейся ситуации, однако Мешко Плясоногий вместо этого пошёл с войском на Краков и занял Вавель. Но архиепископ гнезненский опять отправился в Рим и добился отмены папской буллы, поэтому когда Мешко Плясоногий скончался в 1211 году, краковский престол унаследовал не Владислав Тонконогий, а Лешек Белый.
В последующие годы позиции архиепископа гнезненского усиливались всё больше, и в 1216 году Владислав Тонконогий, чтобы избежать вооружённого конфликта, был вынужден всё-таки вернуть Владиславу Одоничу часть владений его отца. Однако амбиции архиепископа гнезненского напугали светских князей, и в 1217 году был заключён неожиданный договор между Владиславом Тонконогим и Лешеком Белым, в соответствии с которым если один из них умирал, не имея наследника, то все его владения переходили к другому участнику договора. Этот договор был явно нацелен против Владислава Одонича, который был ближайшим мужским родственником Владислава Тонконогого. Вскоре схожий договор был заключён между Владиславом Тонконогим и Генрихом Бородатым, и образовался фактический триумвират трёх Пястов, поддерживавших друг друга. Сила триумвирата проявилась уже в 1219 году, когда после смерти Генриха Кетлича они сумели провести на пост архиепископа гнезненского своего кандидата.
Однако вскоре Владислав Одонич активизировался. В 1223 году он захватил Уйсце, а в 1225 — Накло-над-Нотецью. 11 ноября 1227 года Лешек Белый, Конрад I Мазовецкий, Владислав III Тонконогий, Владислав Одонич и Генрих I Бородатый собрались на съезд в Гонзаве, собранный официально ради примирения Владиславов. Владислав Одонич, женатый на сестре Святополка Померанского, убедил того, что на самом деле князья злоумышляют против померанского князя. 14 ноября 1227 года Святополк напал на Гонзаву. Лешко Белый и Генрих Бородатый, находившиеся в момент нападения в бане, пытались бежать. Во время бегства Лешек был убит, а Генрих тяжело ранен.
В ответ Владислав Тонконогий с помощью силезских войск перешёл в наступление, пленил Владислава Одонича и предъявил свои права на титул великого князя на основе соглашения с покойным Лешеком Белым. Другим претендентом на великокняжеский престол стал Конрад Мазовецкий. 5 мая 1228 года состоялся съезд в Вислице, на котором польская знать избрала великим князем Владислава Тонконогого; правда, Владиславу пришлось признать своим главным наследником малолетнего сына покойного Лешека — Болеслава.
Владислав Одонич вскоре сумел бежать в Плоцк и возобновил войну. В качестве союзника Одонича выступил Конрад Мазовецкий, однако на него ударил Генрих II Набожный — сын Генриха Бородатого, которого Владислав сделал наместником Кракова. В следующем году Конрад Мазовецкий возобновил войну и сумел пленить Генриха Бородатого, после чего вместе с Одоничем развернул открытые боевые действия против Владислава. Разбитый Владислав был вынужден в 1229 году бежать в Рацибуж ко двору Казимира Опольского. В 1231 году Владислав Тонконогий при поддержке Генриха Бородатого вновь двинулся на Владислава Одонича, но был убит. Перед смертью он успел передать свои права на Великую Польшу Генриху Бородатому, но тот в 1233 году заключил мир с Владиславом Одоничем, отказавшись от этих прав.
В 1234 году конфликт между Владиславом и Генрихом неожиданно возник вновь, и Генрих без особых усилий захватил южную часть Великопольского княжества, угрожая в то же время захватить и оставшуюся часть. Владислав вынужден был согласиться на переговоры при посредничестве епископа Павла и архиепископа гнезненского. Заключённый договор от 22 сентября 1234 года был не выгоден для Владислава, который вынужден был передать территории Великой Польши южнее и западнее реки Варты, а также Калиш и другие земли Генриху. На следующий год Владислав решил воспользоваться недовольством, вызванным правлением в Среме наместника Генриха Бородатого — Борзивоя Дипольдовича, и в конце 1235 года попробовал вернуть эту часть Великой Польши. Владиславу удалось захватить Сремь (при защите которого погиб Борзивой), но это повлекло за собой набег силезских войск, которые добрались до Гнезно. В 1237 году военные действия были возобновлены, и в результате столкновений великопольский князь потерял каштелянию Ладска. После прибытия папского легата Вильгельма Модени обе стороны согласились на переговоры. Смерть Генриха Бородатого, последовавшая 19 марта 1238 года, не привела к примирению Владислава с силезскими князьями, так как Генрих II Набожный (сын Генриха Бородатого) считал Великую Польшу своей. В 1239 году опять началась война, в очередной раз Одонич был разбит и потерял остальные владения в Великой Польше, за исключением Накло и Уйсце. Вскоре после этого Владислав Одонич умер, а его наследником стали сыновья Пшемысл I и Болеслав Набожный.
Два года спустя произошло нашествие монголов, и Генрих Набожный погиб в битве под Легницей. Воспользовавшись этим, Пшемысл и Болеслав завладели Познанским и Гнезнским княжествами, а в 1242 году отобрали у Болеслава Рогатки (сына Генриха Набожного) оставшуюся часть Великой Польши, в 1244 году — Калиш, в 1247 году — Санток. 4 июня 1257 года скончался Пшемысл I, и Болеслав Набожный объединил в своих руках всю Великую Польшу.

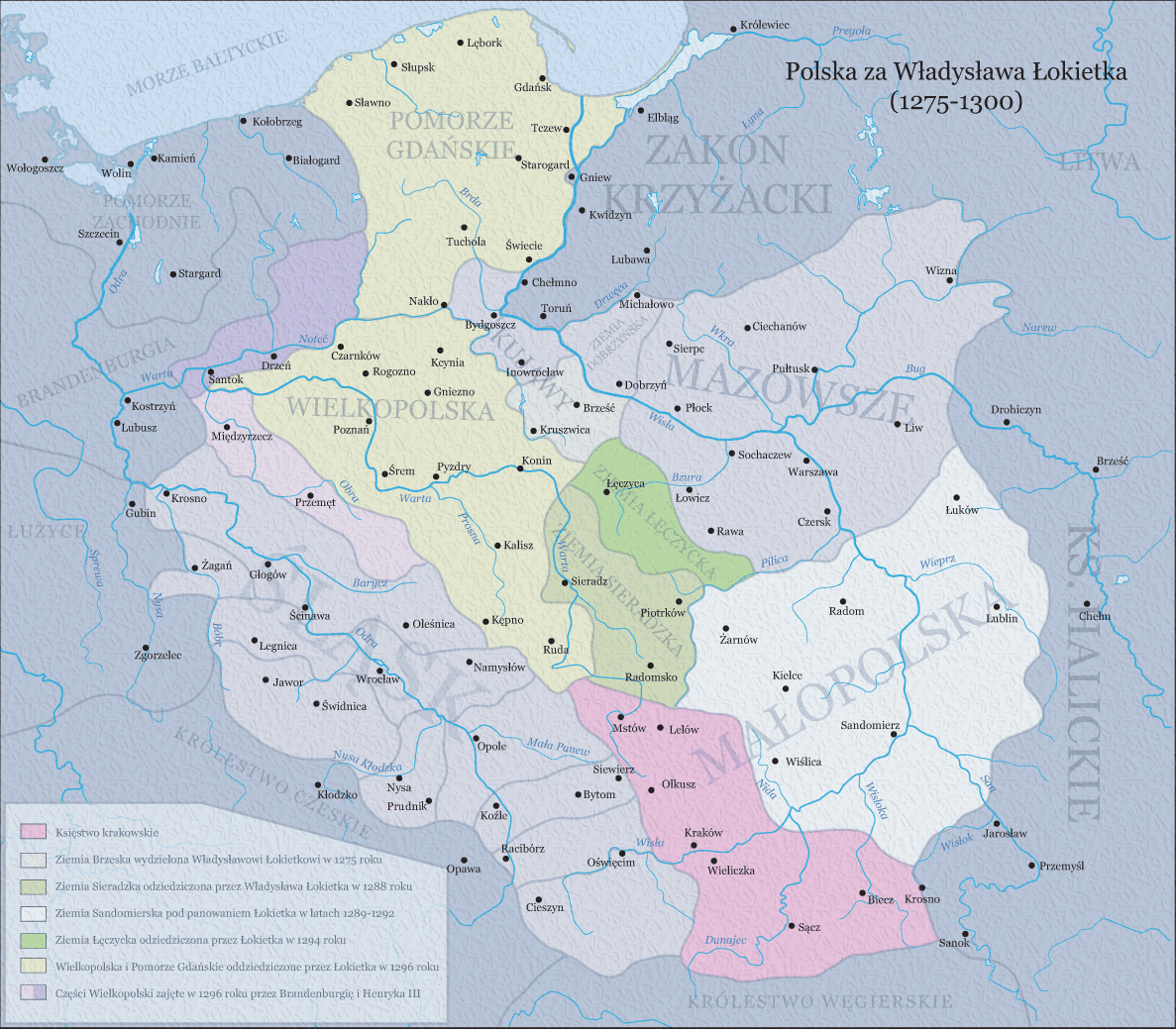
Польша между 1304 и 1333 годами. Великопольское княжество выделено жёлтым цветом

Через несколько месяцев, 14 октября родился сын Пшемысла I — Пшемысл II, и Болеслав Набожный взял на себя опеку над ним, постепенно привлекая его к государственным делам. В 1273 году Болеслав выделил племяннику в самостоятельное управление Познанское княжество. В 1279 году Болеслав скончался, не оставив наследников мужского пола, и завещал все свои владения Пшемыслу, который тем самым соединил три великопольских княжества в одно. Пшемысл сумел занять великокняжеский престол, а впоследствии был даже коронован королём Польши, но в 1295 году был убит, и после него не осталось наследников мужского пола. Великопольская ветвь Пястов на нём пресеклась, а его владения стали предметом раздора между силезской (Генрих III Глогувский) и мазовецко-куявской (Владислав I Локетек) ветвями Пястов, а также бранденбурсгкими маркграфами. Конфликтом между Пястами воспользовался чешский король Вацлав II, в 1299 году изгнавший Владислава, а затем вступивший в конфликт с Генрихом. Однако в 1305 году Вацлав умер, и Владислав с Генрихом возобновили своё соперничество. 
В 1306 году великопольские земли снова оказались разделенными: Познанское и Гнезнское княжества достались Генриху Глогувскому, а Калишское княжество – вроцлавскому князю Болеславу III. В 1309 году скончался Генрих, и великопольские земли были разделены между его сыновьями; в 1314 году их отобрал Владислав I Локетек и воссоздал единое Великопольское княжество. В 1320 году Владислав Локетек был коронован как король Польши; Великопольское княжество прекратило своё существование, будучи разделённым на Познанское и Калишское воеводства.

## Князья Великой Польши
| #                                                           | Портрет                                                     | Имя (годы жизни)                                                 | Родители                                                    | Годы правления | Примечания |
| ----------------------------------------------------------- | ----------------------------------------------------------- | ---------------------------------------------------------------- | ----------------------------------------------------------- | -------------- | --- |
| 1                                                           |                                                             | Мешко III (1126/1127 — 13 марта 1202)                            | Болеслав III Кривоустый Саломея фон Берг                    | 1138–1179      | князь-принцепс Польши (с 1173 по 1177, 1191, с 1198 по 1199, с 1199 по 1202 годы), Познанский (с 1182 по 1202 годы), Калишский (с 1181 по 1191 и с 1194 по 1202 годы), Гнезненский (с 1181 по 1202 годы) |
| 2                                                           |                                                             | Одон I Великопольский (1141/1149 — 20 апреля 1194)               | Мешко III Елизавета Венгерская                              | 1179–1182      | князь Познанский (с 1182 по 1193 годы), Калишский (с 1193 по 1194 годы), |
| Разделено на Ппознанское, Калишское и Гнезненское княжества | Разделено на Ппознанское, Калишское и Гнезненское княжества | Разделено на Ппознанское, Калишское и Гнезненское княжества      | Разделено на Ппознанское, Калишское и Гнезненское княжества | 1182–1279      | |
| 3                                                           |                                                             | Пшемысл II (14 октября 1257 — 8 февраля 1296)                    | Пшемысл I Елизавета Вроцлавская                             | 1279–1296      | король Польши (с 1295 по 1296 годы), князь-принцепс Польши (с 1290 по 1291 годы), князь Познанский (с 1273 по 1279 годы), Померельский (с 1294 по 1296 годы)                                             |
| 4                                                           |                                                             | Владислав I Локетек (3 марта 1260/19 января 1261 — 2 марта 1333) | Казимир I Куявский Евфросинья Опольская                     | 1296–1300      | король Польши (с 1320 по 1333 годы), князь-принцепс Польши (с 1306 по 1320 годы) |
| 5                                                           |                                                             | Вацлав II (27 сентября 1271 — 21 июня 1305)                      | Пржемысл Отакар II Кунигунда Славонская                     | 1300–1305      | король Чехии (с 1283 по 1305 годы), король Польши (с 1300 по 1305 годы), князь-принцепс Польши (с 1296 по 1300 годы)                                                                                     |
| Разделено на Ппознанское, Калишское и Гнезненское княжества | Разделено на Ппознанское, Калишское и Гнезненское княжества | Разделено на Ппознанское, Калишское и Гнезненское княжества      | Разделено на Ппознанское, Калишское и Гнезненское княжества | 1306–1314      | |
| 6                                                           |                                                             | Владислав I Локетек (3 марта 1260/19 января 1261 — 2 марта 1333) | Казимир I Куявский Евфросинья Опольская                     | 1314–1320      | король Польши (с 1320 по 1333 годы), князь-принцепс Польши (с 1306 по 1320 годы) |
| Вошло в состав земель Польского королевства                 | Вошло в состав земель Польского королевства                 | Вошло в состав земель Польского королевства                      | Вошло в состав земель Польского королевства                 | 1320           | |